# Prix littéraires du Journal de Montréal
Le Journal de Montréal et l'Union des écrivaines et des écrivains québécois se sont associés, en 1980, pour créer les prix littéraires du Journal de Montréal. Il s'agissait du Grand Prix littéraire du Journal de Montréal, récompensant l'ouvrage d'un écrivain professionnel et assorti d'une bourse de 1500$, ainsi que du Prix des jeunes écrivains, assorti d'une bourse de 500$. Les prix ont cessé d'être remis en 1995.

## Lauréats: Grand Prix
- 1980 : Michel Beaulieu - Desseins
- 1981 : Gilbert LaRocque - Les Masques
- 1982 : Philippe Haeck - La Parole verte
- 1983 : Réjean Ducharme - Ha ha!...
- 1984 : Monique Proulx - Sans cœur et sans reproche

## Lauréats: Jeunes écrivains
- 1980 : Yolande Villemaire - La Vie en prose
- 1981 : Yves Beauchemin - Le Matou
- 1982 : Pauline Harvey - Le Deuxième Monopoly des précieux
- 1983 : Marguerite Andersen - De mémoire de femme
- 1984 : Nicole Houde - La Malentendue

## Lauréats: Poésie
- 1985 : Lucien Francoeur - Exit pour nomades
- 1986 : Madeleine Gagnon - Les Fleurs du catalpa
- 1987 : Fernand Ouellette - Les Heures (1er prix)
- 1987 : Jean Royer - Depuis l'amour (2e prix)
- 1988 : Yves Boisvert - Gardez tout
- 1989 : Louise Bouchard - L'Inséparable
- 1990 : Denise Desautels - Mais la menace est une belle extravagance
- 1991 : Claude Beausoleil - Une certaine fin de siècle
- 1992 : François Charron - L'Intraduisible Amour
- 1993 : Roger Des Roches - La Réalité
- 1994 : Gérald Godin - Les Botterlots

## Lauréats: Prose
- 1985 : Yolande Villemaire - La Constellation du Cygne
- 1986 : Marcel Godin - Maude et les fantômes
- 1987 : Émile Ollivier - La Discorde aux cent voix (1er prix)
- 1987 : Jacques Marchand - Le Premier Mouvement (2e prix)
- 1988 : Michèle Mailhot - Béatrice vue d'en bas
- 1989 : Jean Éthier-Blais - Entre toutes les femmes
- 1990 : Daniel Poliquin - Visions de Jude
- 1991 : Jeanne-Mance Delisle - Nouvelles d'Abitibi
- 1992 : Hélène Rioux - Chambre avec baignoire
- 1993 : André Brochu - La Vie aux trousses
- 1994 : Louise Desjardins - La Love

## Lauréats: Théâtre
- 1985 : Maryse Pelletier - Duo pour voix obstinées
- 1986 : Jovette Marchessault - Anaïs dans la queue de la comète
- 1987 : aucun lauréat
- 1988 : Michel Marc Bouchard - Les Feluettes
- 1989 : Marco Micone - Addolorata
- 1990 : Michel Marc Bouchard - Les Muses orphelines
- 1991 : Suzanne Lebeau - Conte du jour et de la nuit
- 1992 : Michel Tremblay - Marcel poursuivi par les chiens
- 1993 : Victor-Lévy Beaulieu - Sophie et Léon
- 1994 : Michelle Allen - Morgane

## Lauréats: Lectrices/lecteurs
- 1994 : Francine Ouellette - Le Grand Blanc
- 1995 : Monique LaRue - La Démarche du crabe
- 1995 : Arlette Cousture - Ces enfants d'ailleurs (tome 2) : L'Envol des tourterelles